# アンティポノス
アンティポノス（古希: Ἀντίφονός, Antiphonos）は、ギリシア神話の人物である。トロイアーの王プリアモスの子の1人である。アポロドーロスおよびヒュギーヌスのリストには含まれていない。ホメーロスの叙事詩『イーリアス』によるとアンティポノスはトロイア戦争で戦ったが、メーストール、トローイロス、ヘクトールが戦死したため、他の8人の兄弟ヘレノス、パリス、アガトーン、パムモーン、ポリーテース、デーイポボス、ヒッポトオス、ディーオスとともにプリアモスから叱責された。その後もアンティポノスは戦い抜いたが、トロイアー陥落時にパムモーン、ポリーテースとともにネオプトレモスに討たれた。